# Elezioni parlamentari a Malta del 2013
Le elezioni parlamentari a Malta del 2013 si tennero il 9 marzo e videro la netta vittoria del Partito Laburista.

## Risultati
| Liste                   | Voti    | %     | Seggi |
| ----------------------- | ------- | ----- | ----- |
| Partito Laburista       | 161 479 | 54,19 | 38    |
| Partito Nazionalista    | 131 004 | 43,96 | 29    |
| Alternativa Democratica | 5 471   | 1,84  | –     |
| Indipendenti            | 22      | 0,01  | –     |
| Totale                  | 298 000 | 100   | 67    |